# Saint-Pierre-des-Ifs (Calvados)
Saint-Pierre-des-Ifs é uma comuna francesa na região administrativa da Normandia, no departamento de Calvados. Estende-se por uma área de 11,16 km². Em 2010 a comuna tinha 471 habitantes (densidade: 42,2 hab./km²).